# Seven de Nueva Zelanda 2001
El Seven de Nueva Zelanda de 2001 fue la segunda edición del torneo de rugby 7, fue el tercer torneo de la temporada 2000-01 de la Serie Mundial Masculina de Rugby 7.
Se disputó en la instalaciones del Westpac Stadium de Wellington.

## Fase de grupos

### Grupo A
| Equipo        | Encuentros | Encuentros | Encuentros | Encuentros | Tantos  | Tantos    | Tantos     | Puntos |
| Equipo        | jugados    | ganados    | empatados  | perdidos   | a favor | en contra | diferencia | Puntos |
| ------------- | ---------- | ---------- | ---------- | ---------- | ------- | --------- | ---------- | ------ |
| Nueva Zelanda | 3          | 3          | 0          | 0          | 120     | 0         | 120        | 9      |
| Canadá        | 3          | 2          | 0          | 1          | 47      | 57        | -10        | 7      |
| Tonga         | 3          | 1          | 0          | 2          | 45      | 57        | -12        | 5      |
| Niue          | 3          | 0          | 0          | 3          | 26      | 124       | -98        | 3      |

Nota: Se otorgan 3 puntos al equipo que gane un partido, 2 al que empate y 1 al que pierda

### Grupo B
| Equipo         | Encuentros | Encuentros | Encuentros | Encuentros | Tantos  | Tantos    | Tantos     | Puntos |
| Equipo         | jugados    | ganados    | empatados  | perdidos   | a favor | en contra | diferencia | Puntos |
| -------------- | ---------- | ---------- | ---------- | ---------- | ------- | --------- | ---------- | ------ |
| Estados Unidos | 3          | 3          | 0          | 0          | 60      | 27        | 33         | 9      |
| Fiyi           | 3          | 2          | 0          | 1          | 112     | 17        | 95         | 7      |
| Inglaterra     | 3          | 1          | 0          | 2          | 50      | 72        | -22        | 5      |
| China          | 3          | 0          | 0          | 3          | 19      | 125       | -106       | 3      |

### Grupo C
| Equipo     | Encuentros | Encuentros | Encuentros | Encuentros | Tantos  | Tantos    | Tantos     | Puntos |
| Equipo     | jugados    | ganados    | empatados  | perdidos   | a favor | en contra | diferencia | Puntos |
| ---------- | ---------- | ---------- | ---------- | ---------- | ------- | --------- | ---------- | ------ |
| Australia  | 3          | 3          | 0          | 0          | 113     | 10        | 103        | 9      |
| Islas Cook | 3          | 2          | 0          | 1          | 50      | 62        | -12        | 7      |
| Sudáfrica  | 3          | 1          | 0          | 2          | 54      | 47        | 7          | 5      |
| Japón      | 3          | 0          | 0          | 3          | 22      | 120       | -98        | 3      |

### Grupo D
| Equipo             | Encuentros | Encuentros | Encuentros | Encuentros | Tantos  | Tantos    | Tantos     | Puntos |
| Equipo             | jugados    | ganados    | empatados  | perdidos   | a favor | en contra | diferencia | Puntos |
| ------------------ | ---------- | ---------- | ---------- | ---------- | ------- | --------- | ---------- | ------ |
| Samoa              | 3          | 3          | 0          | 0          | 108     | 17        | 91         | 9      |
| Argentina          | 3          | 2          | 0          | 1          | 52      | 47        | 5          | 7      |
| Gales              | 3          | 1          | 0          | 2          | 48      | 70        | -22        | 5      |
| Papúa Nueva Guinea | 3          | 0          | 0          | 3          | 19      | 93        | -74        | 3      |

## Fase Final

### Cuartos de final
| 10 de febrero | Fiyi | 19 - 17 | Nueva Zelanda |  |  |

| 10 de febrero | Islas Cook | 10 - 7 | Samoa |  |  |

| 10 de febrero | Australia | 26 - 17 | Argentina |  |  |

| 10 de febrero | Estados Unidos | 12 - 10 | Canadá |  |  |

### Semifinal
| 10 de febrero | Fiyi | 27 - 12 | Islas Cook |  |  |

| 10 de febrero | Australia | 36 - 5 | Estados Unidos |  |  |

### Final
| 10 de febrero | Fiyi | 17 - 19 | Australia |  |  |

| Bandera de Australia   |
| Campeón Australia      |
| 1º título del circuito |